# 유의어
유의어(類義語·類意語)는 비슷한 뜻을 가진 다른 낱말을 의미한다. 동의어와 비교한다면, 동의어는 거의 같은 뜻을 가진 다른 낱말이라는 점과 달리, 유의어는 뜻은 비슷하나 단어의 성격 등이 다른 경우에 해당하는 것이다.
유의어의 경우, 예를 들어 A와 B가 유의어라고 했을 때 문장에 들어 있는 A를 B로 바꾸면 문맥이 이상해지는 경우가 있다. 예를 들어,
1. 우리는 LA 공항에서 비행기를 타고 가족을 만나러 한국에 갔다.
2. 우리는 로스앤젤레스 공항에서 비행기를 타고 가족을 만나러 대한민국에 갔다.

위에서 대한민국과 한국, LA와 로스앤젤레스는 의미가 서로 같으나 문맥상 2번은 자연스럽지 못하다. 이 때, 대한민국과 한국, LA와 로스앤젤레스는 유의어의 관계에 속한다.

## 같이 보기
- 동의어
- 반의어